# ТЕС Temporary Generation North
ТЕС Temporary Generation North — колишня теплова електростанція на півдні Австралії.
У 2016-му в енергосистемі Південної Австралії стався серйозний блек-аут, що викликало до життя проєкт створення двох тимчасових пікових електростанцій — ТЕС Temporary Generation North та ТЕС Temporary Generation South. Уряд штату узяв для них в оренду на два роки 9 газових турбін з обумовленим у контракті правом викупу.
Призначені для Temporary Generation North п'ять газових турбін General Electric TM2500 потужністю по 30,8 МВт в 2017-му встановили для роботи у відкритому циклі на території тільки-но закритого автозаводу GM-Holden Elizabeth. Таки вибір пояснювався наявністю ліній електропередачі достатньої потужності, які колись живили обладнання заводу, а тепер мали використовуватись для видачі електроенергії до системи.
Як паливо станція використовувала нафтопродукти.
Інвестиційний проєкт передбачав короткострокове існування Temporary Generation North (що знайшло відображення в самій назві) і за кілька років її турбіни передали в довгострокову оренду для використання на ТЕС Снаппер-Пойнт, де вони почали роботу в 2022 році.